# Timol
A timol (képlete: C10H14OH) egy monoterpén fenolszármazék vegyület. A kakukkfű (Thymus vulgaris) illóolajában található nagyobb mennyiségben (innen a neve: thymio [θύμιο] görögül kakukkfű), de némely más növény illóolaja is tartalmaz timolt. Fehér, kristályos anyag, kellemes aromával és erős fertőtlenítő hatással.
A timol konstitúciós izomer viszonyban áll a karvakrollal. Molekulájának szénváza két izoprénegységre osztható (a karvakroléhoz hasonlóan).

## Fizikai és kémiai tulajdonságai
A timol színtelen, kristályos anyag. Etanolban és más, szerves oldószerekben jól oldódik, vízben csak kis mértékben.

## Előállítása
A timol m-krezolból állítható elő, ha nyomás alatt propilénnel hevítik.